# 岐阜南警察署
岐阜南警察署（ぎふみなみけいさつしょ）は、岐阜県警察が管轄する警察署の一つである。

## 所在地
- 岐阜市茜部菱野一丁目88番地

## 管轄区域
- 岐阜市のうち東海道線及び高山線以南の区域（柳津町の区域を除く）

## 沿革
- 1950年（昭和25年）- 岐阜市警察の組織改正により岐阜市南警察署として設置
- 1954年（昭和29年）7月1日 - 岐阜県警察発足により岐阜県岐阜南警察署と改称
- 1973年（昭和48年）3月 - 現在地に新築移転
- 2008年（平成19年）4月 - 署所在地交番を廃止
- 2016年（平成28年）8月 - 旧庁舎の南に新設された新庁舎に移転
- 2021年 (令和3年) 4月1日 - 領下交番、東加納交番を廃止し、城東通交番を新設

## 組織
- 会計課 - 会計係
- 警務課 - 警務係、相談係
- 留置管理課 - 留置管理係
- 生活安全課 - 生活安全総務係、人対・少年係、生環・サ対係
- 地域課 - 地域企画係、通信指令係、直轄警ら係、機動警ら係
- 刑事第一課 - 捜査庶務係、強行犯係、盗犯係、鑑識係
- 刑事第二課 - 知能犯係、組織犯罪係、薬物銃器係、国際捜査係
- 交通課 - 交通総務係、交通指導係、交通捜査係
- 警備課 - 警備係

## 交番
（ ）の中は所在地。
- 岐阜駅南口交番（岐阜市加納栄町通1丁目10番地）
- 城東通交番（岐阜市城東通4丁目10番地）
- 県庁前交番（岐阜市薮田東1丁目6番1号）
- 長森南交番（岐阜市蔵前5丁目8番8号）

## 警察官駐在所
（ ）の中は所在地。
- 鶉警察官駐在所（岐阜市中鶉5丁目122番地1）
- 日置江警察官駐在所（岐阜市茶屋新田1176番地1）